# Diego Rubio Hernández
Diego Rubio Hernández (Navaluenga, província d'Àvila, 13 de juny de 1991) fou un ciclista espanyol, professional des del 2014 fins al 2023.
Es va formar a la Fundació Provincial Esportiva Víctor Sastre.

## Palmarès
- 2011
  - Vencedor d'una etapa a la Volta a la Comunitat de Madrid sub-23
- 2012
  - Vencedor d'una etapa al Heydar Aliyev Anniversary Tour
- 2014
  - 1r a la Clássica da Primavera

### Resultats a la Volta a Espanya
- 2017. 127è de la classificació general
- 2018. 138è de la classificació general
- 2019. 146è de la classificació general
- 2021. Abandona a la 18a etapa